# Лили (фильм, 1953)
Лили (англ. Lili) — американская мелодрама, мюзикл режиссёра Чарльза Уолтерса 1953 года с Лесли Карон в главной роли.

## Сюжет
Наивная крестьянская девушка Лили прибывает в провинциальный городок в надежде найти старого друга своего покойного отца, чтобы ему сказать, что он умер. Местный торговец предлагает ей работу, а затем пытается воспользоваться ею. Но от этих действий спасет карнавальный волшебник Марк, чей сценический псевдоним Маркус Великолепный. Лили влюбляется в него, и вслед за ним идет на карнавал, где он помогает ей устроиться на работу официанткой. Когда Лили обращается к магу за советом, он говорит ей, чтобы вернулась туда, откуда она пришла. Бездомная и убитая горем Лили помышляет о самоубийстве, но этому помешал кукловод карнавала Пол. После этого Пол и его партнер Жако предлагают Лили работу в акте, где будет разговаривать с куклами. Она принимает, и её естественный способ взаимодействия с куклами становится наиболее ценной частью акта.
Пол был когда-то известным танцором, но получил травму ноги во время Второй мировой войны. Несмотря на то, что он влюбляется в Лили, он может только выразить свои чувства при помощи марионеток. Опасаясь отказа из-за своих физических недостатков, он держит дистанцию, будучи неприятным для неё. Лили продолжает мечтать о маге, желая заменить его помощницу Розали.
Вскоре Марк получает предложение выступить в местном казино и решает оставить карнавал, к радости Розали, которая объявляет всем, что она его жена. Лили предлагает Марку прийти в её трейлер. Его развратные планы прерываются Полом, и он уходит.

## В ролях
| Актёр         | Роль        |
| ------------- | ----------- |
| Лесли Карон   | Лили        |
| Мел Феррер    | Пол Бертале |
| Жан-Пьер Омон | Марк        |
| Жа Жа Габор   | Розали      |
| Аманда Блейк  | Пич Липс    |
| Курт Казнар   | Жако        |